# Великое посольство 1611 года
Великое посольство 1611 года — посольство к польскому королю Сигизмунду III во главе с Филаретом, отцом будущего царя Михаила Федоровича Романова.

## Цель
Цель посольства под Смоленском заключалась в том, чтобы заключить договор о вступлении на престол Российский польского королевича Владислава, сына Сигизмунда III, так как в России отсутствовал подходящий кандидат, а пока правила Семибоярщина.
Посольство было отправлено с митрополитом Филаретом Никитичем Романовым и князем Василием Васильевичем Голицыным во главе. За ними следовали наиболее видные члены: из духовенства Спасский архимандрит Евфимий и Троицкий келарь Авраамий Палицын, из светских властей — окольничий князь Данило Иванович Мезецкой, думный дворянин Василий Борисович Сукин, думные дьяки Томила Луговской и Парамон-Сыдавной Васильевич Зиновьев. Общее число лиц, сопровождавших великое посольство, составляло более 120 человек.

## Итог
Филарет был не против вступления на престол Российский Владислава (по своему совершеннолетию, соответственно), в отличие от патриарха Гермогена. Но, Филарет требовал, чтобы Владислав принял православие. После безуспешных переговоров Филарет вместе с другими членами посольства были арестованы и брошены в темницу, откуда, после войны с Речью Посполитой и заключения Деулинского перемирия (1618), был возвращен в Москву и возведен в сан патриарха Московского и всея Руси иерусалимским патриархом Феофаном. 
Сам Владислав по-прежнему претендовал на трон Москвы, лишь после Русско-польской войны (1632—1634) Владислав отказался от притязаний на трон Москвы.